# اتو نویمان
اتو نویمان (آلمانی: Otto Neumann؛ ۲۸ اوت ۱۹۰۲ – ۱۲ آوریل ۱۹۹۰) دونده سرعت اهل آلمان بود.
وی در مسابقات کشوری و بین‌المللی در مجموع برندهٔ ۱ مدال نقره شده‌است.